# Batrachomorpha
Clade
Taxons de rang inférieur
- Sous-classe † Labyrinthodontia
- † Ichthyostegalia*
- † Temnospondyli
- Sous-classe Lissamphibia
- Gymnophiona
- clade Paratoidia:
  - †Allocaudata
  - super-ordre Batrachia:
    - Anura (grenouilles et crapauds)
    - Urodela (salamandres, tritons...)

Les batracomorphes (Batracomorpha) forment un clade paraphylétique d'amphibiens incluant deux sous-classes, les Labyrinthodontia et les Lissamphibia. C'est le taxon frère des amphibiens reptiliomorphes qui sont les ancêtres des amniotes (synapsides et sauropsides).